# Schlitten 1000 kg (Hs. 5)
Der Schlitten 1000 kg (Hs. 5) (oftmals auch Heeresschlitten (Hs. 5)) war ein ein-, zwei- oder dreispännig gefahrener Pferdeschlitten, kam 1942 in die Bestände der Wehrmacht und wurde bis zum Ende des Zweiten Weltkriegs eingesetzt.

## Entwicklung
Genau wie der Heeresschlitten (Hs. 1) und der Heeresschlitten (Hs. 3) wurde der Hs. 5 am 18. Juni 1942 offiziell als Einheitsschlitten eingeführt. Dies geschah gemäß dem Befehl des Oberkommando des Heeres 18.6.41-75 m 10/20-AHA-In3 (VI).

## Produktion
| Firma                                       | Ort |
| ------------------------------------------- | --- |
| Wagen- und Karosseriefabrik Karl Kässbohrer | Ulm |

## Technische Daten
Der Hs. 5 war ein zweiteiliger Schlitten mit einem Vorder- und Hinterschlitten, welche mir einer über Kreuz laufenden Kette verbunden waren. Auf beiden Seiten gab es abnehmbare Holzwände, welche einen Wagenkasten mit 2,12 m Länge, 1,25 Breite und 43 cm Höhe formten. Diese Wände wurden durch Spannnägel zusammen gehalten. Nach vorn wurde der Kasten durch einen Futterkasten mit Sitzbrett abgeschlossen. Die Deichselstangen, -holme und der Ortscheit waren mit dem Hs. 1 und Hs. 3 identisch.

## Einsatz

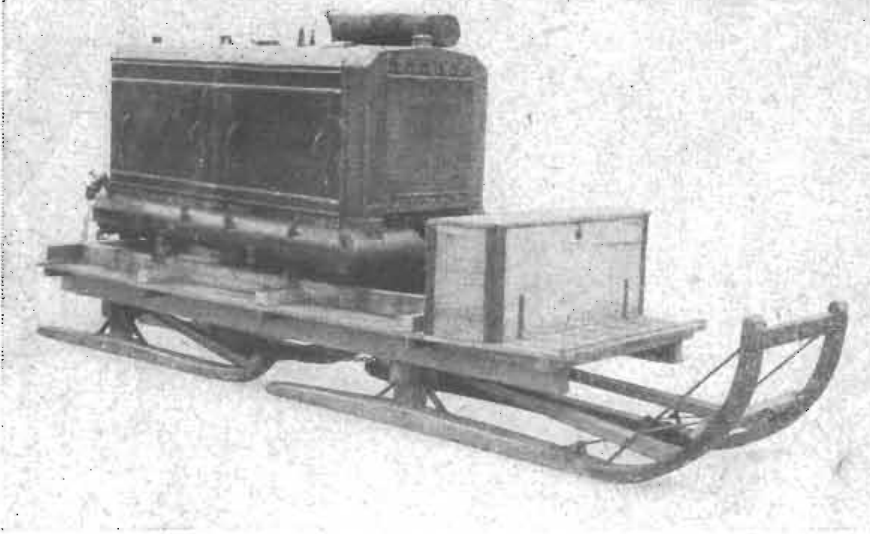
Der große Drucklufterzeuger auf dem Hs. 5

Zum Einsatz kam Hs. 5 bei größeren Marschbewegungen im verschneiten Gelände. Dabei wurden teilweise zerlegte Geschütze und Werfer auf dem Schlitten transportiert. Dazu gehörten unter anderem die 7,5-cm-Panzerjägerkanone 40, die 7,5-cm-Panzerjägerkanone 97/38, die 7,5-cm-Feldkanone 16 n/A, die 10,5-cm-leichte Feldhaubitze 18, das 15-cm-schwere Infanteriegeschütz 33, der 15-cm-Nebelwerfer 41 oder der 21-cm-Nebelwerfer 42. Neben Geschützen mit Zubehör konnte auch die große Feldküche (Hf. 11) oder die große Feldküche (Hf. 13) auf dem Schlitten transportiert werden. Auch ein großer Drucklufterzeuger fand auf einem Schlitten Platz.
Die Schlitten gehörten zur Winterkampfausrüstung von Infanteriegeschütz- oder Panzerjägerkompanien oder von leichten Kanonen- und Haubitzbatterien der Feldartillerie. Die Nebeltruppe nutzte die Schlitten ebenfalls in ihren Werferbatterien. Bei den Maschinenzügen der Stabskompanien, in Pionierbataillonen und leichten Pionier- und Gebirgspionierkolonnen wurde der Schlitten sehr häufig genutzt. Über eine Nutzung der Schlitten bei der Luftwaffe ist nur sehr wenig bekannt.

## Lackierung
Die Lackierung des Schlittens war entweder weiß (RAL 9001 oder 9002) oder sie hatten die Naturholzfarbe.